# Матюшкин, Афанасий Иванович
Афанасий Иванович Матюшкин (1625/27 — 4 мая 1676) — двоюродный брат царя Алексея Михайловича, московский ловчий (1650), думный дворянин (1672), воевода в Архангельске (1676).

## Биография
Представитель дворянского рода Матюшкиных. Второй сын дьяка Приказа Большого прихода Ивана Павловича Матюшкина и Феодосьи Лукьяновны Стрешневой, сестры царицы Евдокии Лукьяновны.
По всей вероятности, А. И. Матюшкин был взят в детстве в царский дворец «в житье» с чином стольника при царевиче Алексее. 6 ноября 1652 года он был назначен московским ловчим, а 9 июня 1672 года был пожалован в думные дворяне.
Афанасий Матюшкин имел близкое отношение к Тайному приказу и одно время (1657—1664) управлял Конюшенным приказом.
С царем Алексеем Михайловичем его связывала не только родство, но и тесная дружба. Об отношениях их свидетельствуют сохранившиеся письма царя к своему ловчему. Их главное содержание — распоряжения по части охоты, но иногда царь или делился с Афанасием Матюшкиным своими впечатлениями по поводу военных событий, или давал ему интимные поручения к членам своей семьи.
В 1676 году А. И. Матюшкин, находившийся на воеводстве в Холмогорах, скончался через несколько месяцев после смерти царя Алексея Михайловича. Тело его было отвезено в Москву.
Первым браком был женат на неизвестной, вторую жену звали Татьяна Ивановна. От 1-го брака дочь и сын, от 2-го — сын.
- Татьяна (18.06.1649 — 11.07.1716), жена Петра Васильевича Меньшого Шереметева (ок. 1648 — 24.04.1697).
- Иван (ок. 1656 — 1695), стольник (01.10.1671), окольничий (29.06.1688), воевода на Вятке (1692—1694), умер, не оставив детей в браке с Ириной Васильевной Дашковой.
- Михаил (1676—1737), генерал-аншеф.